# Maulia picticornis
Maulia picticornis är en skalbaggsart som beskrevs av Blackburn 1892. Maulia picticornis ingår i släktet Maulia och familjen långhorningar. Inga underarter finns listade i Catalogue of Life.